# Xã Jackson, Quận DeKalb, Indiana
Xã Jackson (tiếng Anh: Jackson Township) là một xã thuộc quận DeKalb, tiểu bang Indiana, Hoa Kỳ. Năm 2010, dân số của xã này là 3.064 người.